# Coniochaeta tetraspora
Coniochaeta tetraspora är en svampart som beskrevs av Cain 1961. Coniochaeta tetraspora ingår i släktet Coniochaeta och familjen Coniochaetaceae.   Inga underarter finns listade i Catalogue of Life.